# Raymond Ablack
Raymond Ablack, född 12 november 1989 i Toronto, Ontario, är en kanadensisk skådespelare och komiker. Han började sin karriär på scen som barnskådespelare, spelandes unga Simba i Lejonkungen på Princess of Wales-teatern i Toronto. Senare blev han erkänd som spelandes Sav Bhandari i tonårsdramat Degrassi: The Next Generation på TV (2007-2011).
Från 2014 till 2017 spelade Ablack i webserien Teenagers; han vann 2016 en Indie Series Award för sitt framförande. Han även känd för sina stödjande roller i Orphan Black (2013-2016), Narcos (2017), Shadowhunters (2016-2018), Burden of Truth (2019), och Ginny & Georgia (2021). Han spelade i independentfilmerna Fondi '91 (2013) och Buffaloed (2019).